# Ignaz Bösendorfer

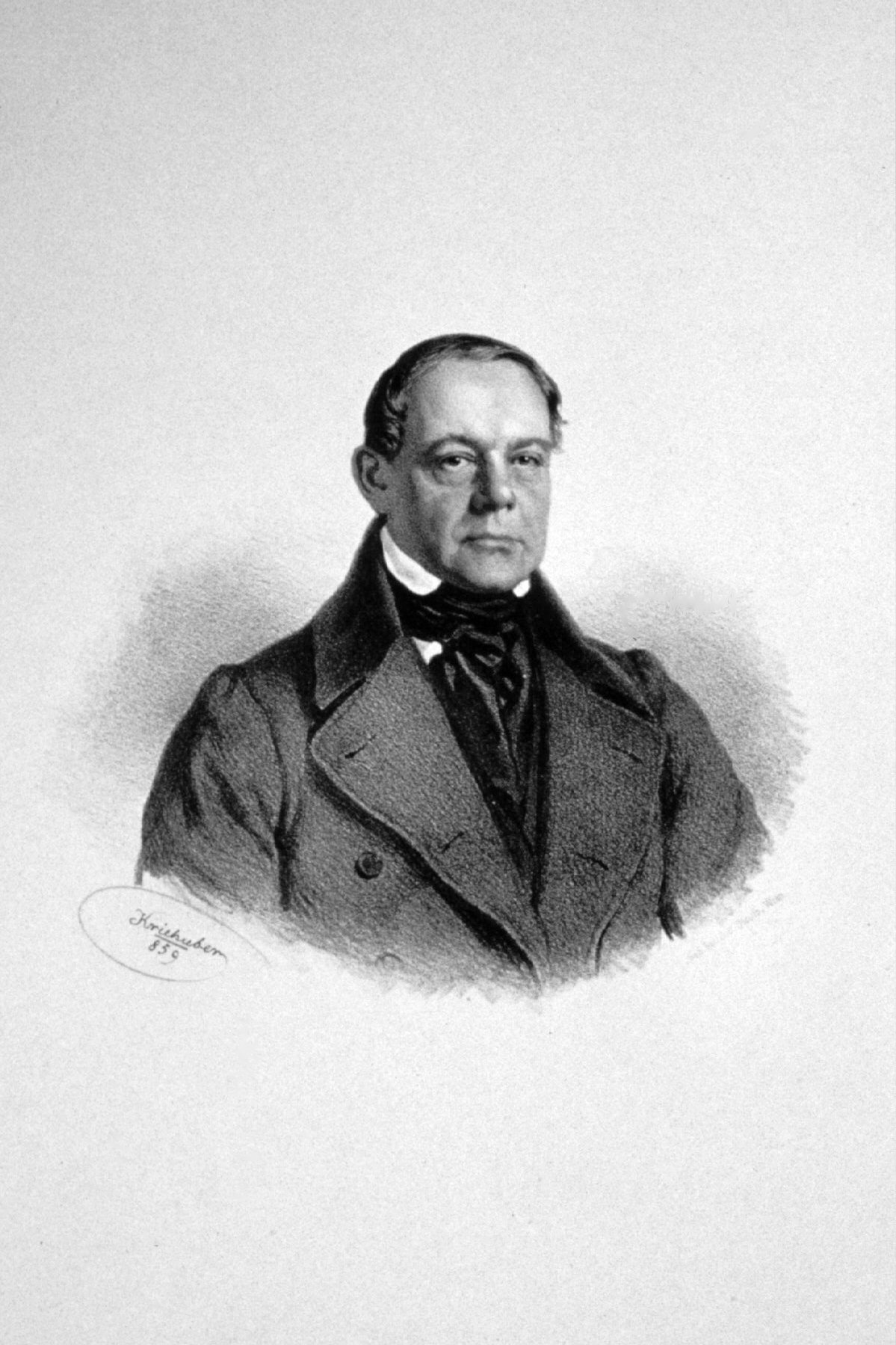
Ignaz Bösendorfer, Lithographie von Josef Kriehuber, 1859

Ignaz Bösendorfer (* 27. Juli 1794 in Wien; † 14. April 1859 ebenda) war ein meisterhafter Klavierbauer. Die von ihm aufgebaute und zu Beginn in der Wiener Josefstadt beheimatete Klavierfabrik Bösendorfer gelangte zu Weltruhm.

## Leben
Ignaz Bösendorfer kam „auf der Wieden Nr. 4“ im Bezirk Wieden in Wien als Sohn des Tischlermeisters Jakob Bösendorfer (auch: Besendorfer) und seiner Frau Martha geb. Riefer zur Welt. Er studierte an der Akademie der bildenden Künste Wien. Sein Vater schickte den Jungen zu Joseph Brodmann (1763–1848) in die Lehre, der als sehr bekannter Klavierbauer einen renommierten Handwerksbetrieb führte.
Ignaz fand Gefallen an diesem Metier und leistete seine Lehr- und Gesellenzeit als Orgel- und Klavierbauer ab. Brodmann war von den Fähigkeiten des jungen Mannes offenkundig überzeugt, denn 1828 kam es zur Übernahme seines eingeführten Unternehmens. Ignaz Bösendorfer musste beim Magistrat der Stadt Wien Genehmigungen beantragen. Am 25. Juli 1828 erhielt er die Erlaubnis, das „Klaviermachergewerbe“ auszuüben und zugleich wurden ihm in dieser Urkunde sofort gültige Bürger- und Meisterrechte verliehen. Das Datum gilt daher als Gründungstag der Klavierfabrik Bösendorfer.
Sein Rat als Fachmann war im Vorstand der Akademie für Tonkunst und im Fachgremium „Kaiserlich-Königliche Kammer-Pianoforte-Verfertiger“ in Wien gefragt. Dem Nachruf zufolge war Bösendorfer als Mensch einfach, ehrlich, gerecht zu jedermann, herzlich und offen zu seinen Freunden sowie großzügig und nobel den Künstlern gegenüber.

## Gesellschaftliches Umfeld
In den höfischen und bürgerlichen Salons erfreute sich nach dem Wiener Kongress das Klavierspiel zunehmender Beliebtheit. Der Konzertflügel wurde quasi zum Statussymbol, der nicht mehr nur Adelskreisen vorbehalten war. Das Klavier entwickelte sich rasch zum Lieblingsinstrument der bürgerlichen Mittel- und Oberschicht. Sein Klang wurde durch steigende Erfahrungen bei der Anfertigung und aus Reparaturen permanent verbessert.
Darauf, dass die Nachfrage nach einem Klavier bereits in den 1820er Jahren hoch gewesen sein muss, deutet die Zahl von mehr als 140 Klavierbauern um das Jahr 1825 allein in Wien hin.
Das Durchführen von Hauskonzerten oder öffentlich dargebotene Konzerte kamen in Mode. Klavierzimmer erlebten eine Blütezeit und erforderten zur regelmäßigen Durchführung von Darbietungen fest installierte Musikinstrumente. Das Klaviermachergewerbe bot unter diesen Umständen ein relativ gesichertes Auskommen, sofern das Pianoforte die Kunden überzeugte und deren Lob den Keim zu weiterer Nachfrage legte.

## Unternehmerische Erfolge
Bösendorfer war ein Gewinn für die Musikwelt, denn mit seinen Ideen brachte er den Klavierbau wesentlich voran. Höchste Qualität und Güte zeichnete seine Produkte seit Anbeginn aus. Er wollte dem Klavierspiel mit der „Wiener Mechanik“ einen kräftigeren, volleren Klang verschaffen, was ihm gelang.
Man sagt, dass der Ruhm der Klaviere Bösendorfers vor allem Franz Liszt zu verdanken sei. Der Komponist schaffte es regelmäßig, durch sein extravagantes Pianospiel die üblichen Musikinstrumente bis zur Unbrauchbarkeit zu ramponieren. Bösendorfers Klaviere waren hingegen so robust und stabil gebaut, dass sie die Attacken des Meisters schadlos ertrugen. Fortan schwor Liszt auf diese Erzeugnisse und das sprach sich rasch in der Wiener Gesellschaft herum. Der gute Ruf des Handwerkers verbreitete sich nach und nach in ganz Europa und auch in Übersee.
Bösendorfers Betrieb schnitt bei zwei bedeutsamen Industrieausstellungen in Wien mit seiner Produktion hervorragend ab:
- 1839 erhielt er eine Goldmedaille für seine Klaviere und
- 1845 erneut erster Platz bei den Klavierbauerzeugnissen.

Zur Nachfrageausweitung trug nicht zuletzt bei, dass Ignaz Bösendorfer im Jahre 1839 zum Hoflieferanten des Kaiserhauses wurde. Er erhielt den Titel „K.K. Hof- und Kammerklavierverfertiger“ vom Kaiser Ferdinand I. zuerkannt, 1858 erhielt er den Kammerlieferantentitel, was eine Steigerung des Hoflieferanten war.
Das Unternehmen erfreute sich über die Fachwelt hinaus konstanter und steigender Nachfrage. Bestellungen aus Deutschland, England, Frankreich, dem Osmanischen Reich, aus Ägypten und Brasilien trafen ein. Im Jahre 1857 waren die bisherigen Fertigungsstätten zu klein geworden und der Neubau einer Klavierfabrik in Wien-Alsergrund wurde von Ignaz Bösendorfer initiiert. Deren Fertigstellung sollte er jedoch nicht mehr erleben, er starb im Jahr 1859.
Sein Sohn Ludwig Bösendorfer führte den ererbten Betrieb fort. Vom Vater in die Geheimnisse des Klavierbaus eingewiesen und von der Natur mit einem guten Gehör ausgestattet, gelang ihm eine Fortsetzung der unternehmerischen Erfolgsgeschichte.
Im Stift Millstatt in Kärnten steht einer der ersten von Ignaz Bösendorfer gebauten Flügel. Er ist im Besitz des „Vereines der internationalen Musikwochen“ und wird regelmäßig für Konzerte verwendet. Der Salzburger Pianist Wolfgang Brunner hat zusammen mit seiner Salzburger Hofmusik zahlreiche CD-Aufnahmen auf diesem Flügel realisiert.